# 中西みなみ
中西 みなみ（なかにし みなみ、1985年12月16日 - ）は、日本の女性声優。京都府出身。2013年8月7日まで81プロデュースに所属していた。
現在は舞台ユニット「トツゲキ倶楽部」に所属し、俳優としても活動している。

## 出演作品

### テレビアニメ
2009年
- エレメントハンター（クラスメイト）[2]
- クロスゲーム（女の子）
- 極上!!めちゃモテ委員長（審査員）

2010年
- メタルファイト ベイブレード（観客C）

2011年
- ぬらりひょんの孫 千年魔京（女生徒）

2012年
- 薄桜鬼 黎明録（芸妓、女、町人）

## 舞台
| 年   | 作品           | 劇場・主催                             | 役名・備考 | 出典  |
| ---- | -------------- | -------------------------------------- | ---------- | ----- |
| 2023 | 最悪の場合は   | 「劇」小劇場（東京都）／トツゲキ倶楽部 | 出演       | [ 3 ] |
| 2024 | ピンポンパン！ | 「劇」小劇場（東京都）／トツゲキ倶楽部 | 出演       | [ 4 ] |

### OVA
2010年
- 姫ギャル♥パラダイス（女子2）[5]

2011年
- .hack//Quantum（ギルドメンバー）
- 薄桜鬼 雪華録（芸妓）